# Tuc Gran de Sendrosa
El Tuc Gran de Sendrosa és una muntanya de 2.703 metres que es troba al municipi de Naut Aran a la Vall d'Aran.
Aquest cim està inclòs al llistat dels 100 cims de la FEEC.